# Ново-Воронцовская волость
Ново-Воронцовская волость — административно-территориальная единица Херсонского уезда Херсонской губернии.
По состоянию на 1886 год состояла из 4 поселений, 4 сельских общин. Население 4560 человек (2279 мужского пола и 2281 женского), 728 дворовых хозяйств.
|                       | Площадь, десятин | В том числе пахотной, дес. |
| --------------------- | ---------------- | -------------------------- |
| Сельских общин        | 11 399           | 6636                       |
| Частной собственности | 12 552           | 4000                       |
| Другой собственности  | 360              | 360                        |
| Всего                 | 24 311           | 10 996                     |

Самые большие поселения волости:
- Ново-Воронцовка — местечко при Днепровском лимане в 165 верстах от уездного города, 1494 человек, 230 дворов, камера судебного следователя, церковь православная, еврейский молитвенный дом, школа, 16 лавок, баня, 6 кружочных заводов, механический завод, постоялый двор, рейнский склад, 5 ярмарок в год, базар по воскресеньям, еженедельно торжки. В 8 верстах — лютеранский молитвенный дом, в 12 верстах — лютеранский молитвенный дом, школа, в 12 верстах — лютеранский молитвенный дом, лавка, в 25 верстах — церковь православная.
- Оскоровка — село, 2130 человек, 330 дворов, церковь православная, 3 лавки.
- Ивановка — село, 936 человек, 168 дворов, церковь православная, школа, земская почтовая станция, 3 лавки, 2 постоялых двора.